# Serra da Alfaguara
A Serra da Alfaguara (em castelhano: Sierra de la Alfaguara) é um maciço montanhoso que faz parte da cordilheira Penibética situada no município de Alfacar, no centro da províncias de Granada, Andaluzia, Espanha.
A serra integra o Parque Natural da Serra de Huétor e nela nasce e corre o rio Darro, que atravessa a cidade de Granada. Uma das atrações turísticas locais é o Arboretum La Alfaguara, um arboreto que era um antigo viveiro florestal que fornecia as árvores, sobretudo coníferas, usadas na reflorestação de toda a serra de Huétor.
Pouco resta da vegetação original, devido à sobre-exploração madeireira e pecuária e aos fogos. A maior parte das árvores são atualmente pinheiros usados na reflorestação. Há também cedros e abetos, misturados com espécies nativas como Quercus.
Algumas cenas do filme Indiana Jones and the Last Crusade (1989) foram rodadas na Serra da Alfaguara.